# Handsome Harry Company
Handsome Harry company is een Nederlandse jazzband die voornamelijk actief was tussen 1991 en 2007. De band maakte 7 albums, waaronder het uit 2001 afkomstige Boogie don't stop waarop ook cabaretier Hans Teeuwen meewerkte. De band speelde Jump and Jive. De band maakte eigen composities, waarbij elementen uit andere stijlen worden gebruikt: soul, rhythm blues, samba, tango, gospel en boogaloo. Als inspiratie wordt o.a. de excentrieke Amerikaanse pianist-vocalist Harry 'The Hipster' Gibson genoemd.
Lucas Asselbergs richtte o.a. met Roland Smeenk het Nevenorkest op waaruit Handsome Harry Company is voortgekomen.
De band speelde in 1995 en 1998 op het North Sea Jazz Festival en daarnaast op diverse andere festivals zoals Oerol, Alkmaars jazz-festival, Oisterwijk Swingt, Jazz Garden Party, Kaaijazz, Jazz op Walcheren, Jazz in the Woods,
Amersfoort Jazz, Breda Jazz Festival, Jazzserie Beyaerd, Jazz in Catstown (Helmond) en Jazz in Duketown. Ook werd er diverse keren in het buitenland opgetreden, o.a. in Marseille (2006) en Open Air St. Gallen.

## Discografie

### Albums
| titel                      | jaartal | bijzonderheden                                   |
| -------------------------- | ------- | ------------------------------------------------ |
| The handsome Harry Company | 1993    | Opnamen Daltoon studios Eindhoven                |
| Come on Jump               | 1995    | -                                                |
| Camel-ride                 | 1996    | Munich Records (HHC9703)                         |
| This cool                  | 1999    | Opnamen Vintage '71 Studios Weesp                |
| Boogie don´t stop          | 2001    | BMCD 327, Opnamen Studio Van Schuppen Veenendaal |
| Get on with it             | 2005    | -                                                |
| Blue evergreen             | 2009    | Presentatie in Paradiso                          |